# Cathédrale de Nardò
La cathédrale de Nardò est une église catholique romaine de Nardò, en Italie. Il s'agit de la cathédrale du diocèse de Nardò-Gallipoli.